# Puccinia caleae
Puccinia caleae ist eine Ständerpilzart aus der Ordnung der Rostpilze (Pucciniales). Der Pilz ist ein Endoparasit des Korbblütlers Calea urticifolia. Symptome des Befalls durch die Art sind Rostflecken und Pusteln auf den Blattoberflächen der Wirtspflanzen. Sie ist in Süd- und Mittelamerika verbreitet.

## Merkmale

### Makroskopische Merkmale
Puccinia caleae ist mit bloßem Auge nur anhand der auf der Oberfläche des Wirtes hervortretenden Sporenlager zu erkennen. Sie wachsen in Nestern, die als gelbliche bis braune Flecken und Pusteln auf den Blattoberflächen erscheinen.

### Mikroskopische Merkmale
Das Myzel von Puccinia caleae wächst wie bei allen Puccinia-Arten interzellulär und bildet Saugfäden, die in das Speichergewebe des Wirtes wachsen. Ihre Spermogonien wachsen oberseitig auf den Wirtsblättern. Die blattunterseitig wachsenden Aecien der Art sind zylindrisch und rissig. Sie besitzen 23–29 × 19–24 µm große, mehr oder minder kugelige, hyaline Aeciosporen mit warziger Oberfläche. Die beidseitig wachsenden Uredien des Pilzes sind zimtbraun. Ihre dunkel zimtbraunen Uredosporen sind 26–32 × 20–25 µm groß, eiförmig bis ellipsoid und stachelwarzig. Die beid- oder blattoberseitig wachsenden Telien der Art sind schwarzbraun, pulverig und unbedeckt. Die dunkel kastanienbraunen Teliosporen sind zweizellig, in der Regel eiförmig bis ellipsoid und 40–50 × 26–30 µm groß. Ihre Stiele sind farblos bis gelblich und bis zu 100 µm lang.

## Verbreitung
Das bekannte Verbreitungsgebiet von Puccinia caleae reicht von Brasilien bis nach Mexiko.

## Ökologie
Die Wirtspflanze von Puccinia caleae ist Calea urticifolia. Der Pilz ernährt sich von den im Speichergewebe der Pflanzen vorhandenen Nährstoffen, seine Sporenlager brechen später durch die Blattoberfläche und setzen Sporen frei. Die Art durchläuft einen Entwicklungszyklus mit Spermogonien, Aecien, Telien und Uredien, vollzieht aber keinen Wirtswechsel.